# 2998 Берендея
2998 Берендея (2998 Berendeya) — астероїд головного поясу, відкритий 3 жовтня 1975 року.
Тіссеранів параметр щодо Юпітера — 3,484.